# Barry Van Dyke
Barry Wayne Van Dyke (Atlanta, 31 luglio 1951) è un attore statunitense.

## Biografia
La sua carriera comincia nel 1961 con la partecipazione ad un episodio del The Dick Van Dyke Show nella parte di Florian, bambino prodigio nel suonare il violino. In seguito è stato protagonista di film per la televisione, quali ad esempio Terrore a Lakewood, Casino e Mr. Mom.
Ha partecipato, come protagonista, alle serie televisive Galactica (1980), Gun Shy (1983), Airwolf (1987), The Van Dyke Show (1988), apparendo inoltre come guest star in varie altre serie televisive, quali Love Boat, Mork & Mindy, Il principe delle stelle, Mai dire sì, Magnum, P.I., A-Team, Hazzard, T.J. Hooker, La signora in giallo e Gli amici di papà.
Il ruolo per cui è maggiormente conosciuto è quello del tenente Steve Sloan nella già citata serie televisiva Un detective in corsia (1993-2001), di cui è stato co-protagonista insieme al padre in tutti gli episodi, compresi cinque film TV, tre che hanno preceduto la serie (Diagnosis of Murder e The House in Sycamore Street del 1992, A Twist of the Knife del 1993) e due che la hanno seguita (Town Without Pity e Without Warning, entrambi del 2002).
Dopo la conclusione di Un detective in corsia ha recitato, sempre come co-protagonista a fianco del padre e dei figli Shane e Carey, nella serie di quattro film TV Lezioni di giallo (Murder 101).

## Vita privata
Secondo figlio dell'attore Dick Van Dyke e della prima moglie Margie Willett, ha un fratello maggiore, Christian, e due sorelle minori, Stacy e Carrie Beth. È sposato con Mary ed ha quattro figli: Carey, Shane, Wes e Taryn, tutti apparsi col padre e il nonno Dick nella serie televisiva Un detective in corsia (Diagnosis Murder). Dal luglio del 2001 è nonno di Ava (figlia di Carey).

## Filmografia

### Cinema
- Foxfire Light (1982)
- Light Years Away (2008)
- 6 Guns - video (2010)
- Heavenly Deposit (2018)
- The Untold Story (2018)

### Televisione
- The Dick Van Dyke Show - serie TV, 1 episodio (1962)
- Le pazze storie di Dick Van Dyke (The New Dick Van Dyke Show) - serie TV, 7 episodi (1971-1974)
- Stalk the Wild Child - film TV (1976)
- Gemini Man - miniserie TV, 1 episodio (1976)
- Wonder Woman - serie TV, 1 episodio (1977)
- Tabitha - serie TV, 1 episodio (1977)
- Terrore a Lakewood (It Happened at Lakewood Manor) - film TV (1977)
- The Harvey Korman Show - serie TV, 5 episodi (1978)
- La famiglia Bradford (Eight Is Enough) - serie TV, 1 episodio (1978)
- Mork & Mindy - serie TV, 1 episodio (1978)
- What's Up Doc - serie TV (1978)
- The MacKenzies of Paradise Cove - serie TV, 1 episodio (1979)
- Galactica 1980 - serie TV, 10 episodi (1980)
- Ghost of a Chance - cortometraggio TV (1980)
- Casino - film TV (1980)
- Mai dire sì (Remington Steele) - serie TV, 1 episodio (1982)
- Il principe delle stelle (The Powers of Matthew Star) - serie TV, 2 episodi (1982)
- Magnum, P.I. - serie TV, 1 episodio (1983)
- Gun Shy - serie TV, 6 episodi (1983)
- A-Team (The A-Team) - serie TV, 2 episodi (1984)
- Hazzard (The Dukes of Hazzard) - serie TV, 1 episodio (1984)
- Mr. Mom - film TV (1984)
- The Canterville Ghost - film TV (1985)
- New Love, American Style - serie TV, 1 episodio (1986)
- The Redd Foxx Show - serie TV, 4 episodi (1986)
- Love Boat (The Love Boat) - serie TV, 4 episodi (1980-1986)
- T.J. Hooker - serie TV, 1 episodio (1986)
- Airwolf - serie TV, 24 episodi (1987)
- The Van Dyke Show - serie TV, 10 episodi (1988)
- Gli amici di papà (Full House) - serie TV, 1 episodio (1990)
- La signora in giallo (Murder, She Wrote) - serie TV, episodio 6x14 (1990)
- She-Wolf of London - serie TV, 1 episodio (1991)
- Diagnosi di un delitto - film TV (1992)
- Diagnosis Murder: The House on Sycamore Street - film TV (1992)
- A Twist of the Knife - film TV (1993)
- Un detective in corsia (Diagnosis: Murder) - serie TV, 178 episodi (1993-2001)
- Diagnosis Murder: Town Without Pity - film TV (2002)
- Diagnosis Murder: Without Warning - film TV (2002)
- Lezioni di giallo - Fino a prova contraria - film TV (2006)
- Lezioni di giallo - Il frutto dell'ambizione - film TV (2007)
- Lezioni di giallo - Il purosangue - film TV (2007)
- Lezioni di giallo - Il mistero della sala chiusa - film TV (2008)
- In musica e in amore - film TV (2012)
- Dad Dudes - serie TV, 1 episodio (2015)